# Saussurea duiensis
Saussurea duiensis là một loài thực vật có hoa trong họ Cúc. Loài này được F.Schmidt miêu tả khoa học đầu tiên năm 1868.